# Miller Barber
Miller Westford Barber, Jr. (* 31. März 1931 in Shreveport; † 11. Juni 2013 in Scottsdale) war ein US-amerikanischer Profigolfer. Zwischen 1964 und 1978 konnte er elf Turniere auf der PGA Tour gewinnen. Anschließend war er auf der Senior PGA Tour aktiv und verzeichnete dort in den 1980er Jahren noch größere Erfolge – unter anderem siegte er bei fünf Senior Majors.

## Leben

### Herkunft, Ausbildung und Privatleben
Barber kam in Shreveport (Louisiana) zur Welt, verbrachte aber den Großteil seiner Jugend in Texarkana (Texas) und besuchte die dortige High School. Er wuchs bei seiner Mutter auf. Nach der Schulausbildung immatrikulierte er sich für ein Studium an der Texas A&M University, wechselte allerdings nach einem Jahr an die University of Arkansas, wo er 1954 seinen Bachelor of Science in Betriebswirtschaftslehre erwarb. Im Anschluss leistete er vier Jahre Militärdienst in der United States Air Force und war auf der Perrin Air Force Station im Grayson County (Texas) stationiert. In der nahegelegenen Stadt Sherman, dem Verwaltungssitz des Countys, blieb er daraufhin mehr als 45 Jahre sesshaft.
Zusammen mit Read Omohundro († 2003), den er während der Zeit beim Militär kennengelernt hatte, erwarb er 1967 den zwischen Sherman und Denison gelegenen Woodlawn Country Club. Sie erweiterten den Golfplatz zu einem 18-Loch-Platz und waren für mehrere Jahrzehnte gemeinschaftlich Eigentümer des Clubs. Im Juni 1970 heiratete Barber die zwölf Jahre jüngere Karen Harrison aus Houston. Das Paar bekam mit Larry und Richard zwei gemeinsame Söhne; Karen hatte darüber hinaus aus einer früheren Ehe die Söhne Casey, Doug und Brad. Barber war in seinem Wohnort Sherman gesellschaftlich sehr engagiert. Beispielsweise unterstützte er den Boys and Girls Club of Sherman sowie Wohltätigkeitsveranstaltungen in der Stadt und im Grayson County finanziell. Außerdem saß er zwischen 1986 und 1992 im Board of Directors des Sherman Independent School District. Nach Barbers Rückzug von der Senior PGA Tour zogen er und seine Ehefrau 2004 nach Scottsdale (Arizona). Einen zweiten Wohnsitz besaßen sie nahe Missoula (Montana). Dort betrieb Barber zwischenzeitlich einen auf das Fliegenfischen spezialisierten Angelladen. Ferner organisierte er in den 1990er Jahren in Missoula auch das Miller Barber Pro-Am – ein Benefizturnier für professionelle und Amateurspieler, dessen Einnahmen der University of Montana Foundation zugutekamen, um Studienstipendien zu finanzieren.
Im Jahr 2012 wurde bei Barber ein malignes Melanom diagnostiziert; eine erfolgreiche medizinische Behandlung führte zunächst zur Remission. In den folgenden Monaten erkrankte er dreimal an Lungenentzündung, ehe bei ihm im Frühjahr 2013 ein malignes Lymphom im Magen festgestellt wurde. Barber starb am Abend des 11. Juni 2013 im Alter von 82 Jahren im Silver Stone Care Center von Scottsdale. Er hinterließ seine Ehefrau Karen, die zwei gemeinsamen Söhne, die drei Stiefsöhne sowie zehn Enkelkinder.

### Golf
Barber erlernte das Golfspiel im Alter von elf Jahren. Das Geld für Trainingsstunden verdiente er sich durch zahlreiche Ferienjobs und geringfügige Beschäftigungen in Texarkana. Unter anderem kochte er Gemüse für Truppentransportzüge, die an die Westküste fuhren. Auch an der University of Arkansas spielte er weiterhin Golf. Nachdem er einige Sponsoren im Grayson County finden konnte, startete er ab 1959 auf der PGA Tour. In seiner ersten Saison trat er bei acht Turnieren an, schaffte sieben Mal den Cut und verdiente 2.009 US-Dollar Preisgeld. Zunächst war ihm auf der Tour nicht viel Erfolg beschieden und die Einnahmen konnten seine hohen Reisekosten kaum decken; in den ersten drei Jahren gewann er insgesamt weniger als 8.000 US-Dollar. In Seattle gelang ihm 1961 ein Hole-in-one, wofür er eine Prämie von 10.000 US-Dollar erhielt. Dieses Geld verwendete er allerdings zur Tilgung von Schulden. Im Juni 1961 nahm er bei den U.S. Open in Birmingham (Michigan) erstmals an einem Major-Turnier teil, verpasste dort allerdings den Cut. Bob Rosburg, Gewinner des PGA Championship 1959, verschaffte ihm daraufhin eine Anstellung beim Apawamis Club, einem Country Club in Rye (New York). Dort arbeitete Barber als sogenannter „head pro“ oder „teaching pro“, also als professioneller Golflehrer, und erhielt gleichzeitig Beratung von Jacques Patroni. Barber avancierte zu einer kleinen Berühmtheit im New Yorker Raum, nachdem er zahlreiche lokale Turniere gewinnen konnte. 60 Mitglieder des Country Clubs unterstützten ihn mit jeweils 100 US-Dollar (insgesamt also 6000 US-Dollar), um ihm einen Start bei der PGA Tour 1963 zu ermöglichen. Barber trat in jener Saison zu 34 Turnieren der PGA Tour an, kam dabei sechs Mal in die Top Ten und gewann ein Preisgeld von insgesamt 20.764 US-Dollar, sodass er am Ende der Saison jedem seiner Unterstützer 200 US-Dollar auszahlen konnte. Am 22. November 1964 gewann Barber mit dem Cajun Classic Open Invitational in Lafayette (Louisiana) sein erstes Turnier auf der PGA Tour. Er blieb sieben Schläge unter Par und verwies unter anderem Jack Nicklaus – zum damaligen Zeitpunkt bereits dreifacher Major-Sieger – auf die Plätze. Seine erfolgreichste Saison auf der PGA Tour hinsichtlich der Platzierungen bei Major-Turnieren erlebte Barber 1969, als er bei allen vier Veranstaltungen mindestens den zehnten Platz erreichte. So beendete er beispielsweise The Masters im April auf dem siebten Rang mit drei Schlägen hinter dem Sieger George Archer, obschon er im Turnierverlauf elf Bälle ins Wasser geschlagen hatte. Im Juni lag er bei den US Open nach drei Runden sogar mit drei Schlägen in Führung, benötigte allerdings auf der letzten Runde 78 Schläge und fiel auf einen geteilten sechsten Platz, drei Schläge hinter dem siegreichen Orville Moody, zurück. Jeweils im September 1969 und 1971 nahm er für die Vereinigten Staaten am prestigeträchtigen Mannschaftsturnier Ryder Cup teil. Während die Austragung 1969 unentschieden endete, konnte das US-amerikanische Team den Wettbewerb 1971 für sich entscheiden. Barber absolvierte insgesamt sieben Spiele im Ryder Cup, von denen er eines gewann und vier verlor, während zwei keinen Sieger hatten. Miller Barber gelang es darüber hinaus im November 1973, in Pinehurst (North Carolina) das viertägige World Open Golf Championship zu gewinnen – das längste Turnier in der Geschichte der PGA Tour. Gespielt wurden 144 Löcher und Barber lag am Ende mit 570 Schlägen drei Schläge vor Ben Crenshaw. Es handelte sich zudem um das Turnier mit der bis dato höchsten Siegprämie von 100.000 US-Dollar.
Als zehnter Spieler der PGA Tour erreichte Barber 1976 die Marke von einer Million US-Dollar Preisgeld. Er konnte insgesamt elf Turniere der Tour gewinnen, wobei jeder Sieg in eine andere Saison fiel. Zwischen 1967 und 1974 gewann er acht Jahre lang in jeder Saison ein Turnier – diese Leistung wurde im gleichen Zeitraum lediglich noch von Jack Nicklaus vollbracht. 1971 wurde Barber in den von Mark McCormack initiierten world golf rankings – dem Vorläufer der offiziellen Weltrangliste – an sechster Stelle geführt. Er nahm noch bis 1986 an Major-Turnieren teil und trat bis 1990 auf der PGA Tour an, zuletzt allerdings nur noch sehr sporadisch.
Nachdem er im März 1981 seinen 50. Geburtstag gefeiert hatte, war er berechtigt, in der Senior PGA Tour zu starten. Gleich sein zweites dortiges Turnier konnte er im Juni gewinnen. Noch gegen Ende desselben Jahres sicherte er sich auch den Sieg bei den US Senior Open, einem der Senior Major-Turniere. Barber wurde zu einem der dominierenden Golfer der Senior PGA Tour in den 1980er Jahren. Er maß sich auf Augenhöhe mit Spielern, die in vorherigen Jahrzehnten wesentlich mehr Meriten erworben hatten – beispielsweise Arnold Palmer, Lee Trevino und Peter Thomson. In den Saisons 1981 und 1982 führte er die Geldrangliste der Tour an, sowohl 1981 und 1982 als auch 1984 konnte er die meisten Turniersiege verzeichnen und 16 Saisons in Folge gewann er mehr als 100.000 US-Dollar Preisgeld. Seine größten Erfolge waren dabei fünf Titel bei allen drei damals ausgetragenen Senior-Major-Turnieren. Zwischen Mitte Juli 1981 und Ende Juni 1985 kam er bei jedem der in diesem Zeitraum ausgerichteten zwölf Senior Major-Turniere in die Top Ten. Seine drei Siege bei den US Senior Open sind bis heute (Stand: Juni 2024) einen Rekordmarke. 1986 wurde er zum erst zweiten Spieler, dessen Preisgelder auf der Senior PGA Tour sich auf eine Million US-Dollar summierten und 1989 erreichte er als erster Spieler die Marke von zwei Millionen US-Dollar. Ab 1990 ließ Barbers Leistung auf der Tour nach. Zu jenem Zeitpunkt hatte er 24 Turniere gewonnen – mehr als irgendjemand sonst bis dahin. Mit diesem Wert nimmt er aktuell (Stand: Juni 2024) den fünften Rang ein. Sein letzter Podestplatz bei einem Turnier der Senior PGA Tour gelang ihm 1991 und sein letztes Top-25-Ergebnis erreichte er im Mai 1999 beim Las Vegas Senior Classic. Noch bis 2001 trat er vereinzelt zu Senior Majors an und bis 2004 spielte er auf der Senior PGA Tour. Im April 2002 und April 2003 konnte er seine letzten großen Siege außerhalb der Tour verzeichnen, als er jeweils zusammen mit Jim Ferree die Demaret Division (= Ü 70) des Liberty Mutual Legends of Golf in Savannah (Georgia) gewann.

### Sonstiges
Zwar galt er als guter Allrounder auf dem Golfplatz, war allerdings auch für seinen unorthodoxen, oftmals ungelenk wirkenden Abschlag und seine kräftige Statur bekannt. Der zweimalige Major-Sieger Jack Burke, Jr. beschrieb ihn mit den Worten: „Er sah eigentlich nicht wie ein Golfspieler aus. Aber er war ein großer, robuster Mann. Solche Typen überdauern. Die kleinen dürren verglühen.“ Hinsichtlich seines ungewöhnlichen Schlages äußerte Barber selbst:
„Als ich mich im Alter von 13 Jahren für das Golftraining anmeldete, war der Schlag, den ich heute habe, schon tief eingefleischt. Über die Jahre habe ich versucht, ihn zu ändern, aber tatsächlich konnte ich gar nicht anders spielen. Jack Burke meint, mein Schlag sähe aus wie ein aus einem Baum fallender Oktopus, und Andere sagen, ich sähe aus wie ein Mann, der seinen Regenschirm im Wind öffnet. Aber sobald ich den Schläger beim Abwärtsschwung auf die Innenseite drehe, sehe ich aus wie jeder andere gute Spieler. Der Abwärtsschwung ist alles, was zählt.“
Miller Barber war auf der PGA Tour äußerst beliebt. So zählte beispielsweise Ben Hogan zu seinen besten Freunden. Ende der 1980er und Anfang der 1990er Jahre war Phil Mickelson an der Arizona State University der Mitbewohner von Barbers Sohn Larry. Über diese Verbindung entwickelte sich eine enge Freundschaft und Miller Barber wurde zeitweilig sein Trainer. Kurz vor seinem Tod wurde Barber darüber hinaus von Jack Nicklaus angerufen.
Abseits seiner sportlichen Erfolge wurde Barber vor allem für seinen Spitznamen „Mr. X“ bekannt, mit dem ihn auf der Tour sowohl Mitspieler als auch Fans und Journalisten betitelten. Ihm zufolge existierten zwei Erklärungsansätze in Hinblick darauf, wie er zu diesem Namen gekommen ist. Einerseits ist es möglich, dass der Spitzname vom ursprünglichen „Mr. X“ – George Bayer (1925–2003) – auf ihn übertragen worden sei, nachdem er diesen einst bei einem Long Drive-Wettbewerb in Hartford (Connecticut) besiegt hatte. Die zweite Theorie ist, dass er den Spitznamen von Jim Ferree aufgrund seiner unbekannten nächtlichen Aktivitäten während Turnieren erhielt. Ferree selbst bemerkte dazu rückblickend: „Anfangs war es ‚the Mysterious Mr. X.‘. Wir haben das zu ‚Mr. X.‘ abgekürzt. In späteren Jahren haben wir ihn lediglich ‚X‘ gerufen.“ Miller Barber erinnerte sich folgendermaßen:
„Ich habe nie jemandem erzählt, wo ich nachts hingehe. Ich war ein Junggeselle und ein mysteriöser Mann mit vielen Freundinnen in vielen Städten. Erst als ich 39 Jahre alt war, habe ich Karen geheiratet. Es ging sie [die Mitspieler] nichts an, wo ich hin ging, daher nannten sie mich für eine Weile ‚007‘ – die James-Bond-Filme waren damals gerade beliebt. Aber meine Aktivitäten regten Ferree dazu an, mich als ‚The Mysterious Mr. X‘ zu bezeichnen und das ist wirklich haften geblieben.“
Nachdem Barber geheiratet hatte, erhielt er zeitweilig auch den Spitznamen „Precious“ (de.: Schatz), da Arnold Palmer mitgehört hatte, dass Barber von seiner Ehefrau Karen so genannt wurde.

## Ehrungen
- 1975: Arkansas Sports Hall of Fame[8]
- 1977: Arkansas Hall of Fame[3]
- 1978: University of Arkansas Distinguished Alumni Award[9]
- 1986: Texas Golf Hall of Fame[10]
- 1990: University of Arkansas Sports Hall of Honor[11]
- 1996: Texas Sports Hall of Fame[12]
- 1997: Arkansas Golf Hall of Fame[13]
- Texarkana Independent School District Distinguished Alumni Award[14]

## Statistik

### PGA Tour

#### Siege auf der PGA Tour
| Nr. | Datum              | Turnier                                | Sieg-Score                       | Vorsprung | Zweitplatzierte            |
| --- | ------------------ | -------------------------------------- | -------------------------------- | --------- | -------------------------- |
| 1   | 22. November 1964  | Cajun Classic Open Invitational        | −7 (72+70+68+67=277)             | 5 Schläge | Gay Brewer, Jack Nicklaus  |
| 2   | 28. Mai 1967       | Oklahoma City Open Invitational        | −10 (70+72+68+68=278)            | Playoff   | Gary Player                |
| 3   | 28. April 1968     | Byron Nelson Golf Classic              | −10 (67+68+65+70=270)            | 1 Schlag  | Kermit Zarley              |
| 4   | 20. Januar 1969    | Kaiser International Open Invitational | −9 (68+67=135)                   | 1 Schlag  | Bruce Devlin               |
| 5   | 20. April 1970     | Greater New Orleans Open Invitational  | −10 (68+71+69+70=278)            | Playoff   | Bob Charles, Howie Johnson |
| 6   | 24. Januar 1971    | Phoenix Open Invitational              | −23 (65+64+67+65=261)            | 2 Schläge | Billy Casper, Dan Sikes    |
| 7   | 24. Januar 1972    | Dean Martin Tucson Open                | −15 (68+73+67+65=273)            | Playoff   | George Archer              |
| 8   | 17. November 1973  | World Open Golf Championship           | +2 (68+74+73+74+67+73+72+69=570) | 3 Schläge | Ben Crenshaw               |
| 9   | 22. September 1974 | Ohio Kings Island Open                 | −7 (68+68+69+72=277)             | 3 Schläge | George Johnson             |
| 10  | 2. Oktober 1977    | Anheuser-Busch Golf Classic            | −16 (71+66+70+65=272)            | 2 Schläge | George Archer              |
| 11  | 15. Januar 1978    | Phoenix Open (2)                       | −12 (68+69+70+65=272)            | 1 Schlag  | Jerry Pate, Lee Trevino    |

#### Starts bei Major-Turnieren
| Turnier               | 1961 | 1962 | 1963 | 1964 | 1965 | 1966 | 1967 | 1968 | 1969 | 1970 | 1971 | 1972 | 1973 | 1974 | 1975 | 1976 | 1977 | 1978 | 1979 | 1980 | 1981 | 1982 | 1983 | 1984 | 1985 | 1986 |
| --------------------- | ---- | ---- | ---- | ---- | ---- | ---- | ---- | ---- | ---- | ---- | ---- | ---- | ---- | ---- | ---- | ---- | ---- | ---- | ---- | ---- | ---- | ---- | ---- | ---- | ---- | ---- |
| The Masters           |      |      |      |      |      |      |      | T12  | 7    | T21  | CUT  | CUT  | T43  | T15  | T26  |      |      | T24  | T12  | CUT  |      |      |      |      |      |      |
| US Open               | CUT  | 22   | CUT  |      | T32  | T26  | T18  | T24  | T6   | 6    | 59   | T29  | T25  |      | T24  | T38  | CUT  | T35  | CUT  |      |      |      | CUT  |      |      | CUT  |
| The Open Championship |      |      |      |      |      |      |      |      | 10   | CUT  | T60  |      |      | CUT  |      |      |      |      |      |      |      |      |      |      |      |      |
| PGA Championship      |      |      |      |      | DQ   | T34  |      | T8   | T5   | CUT  | T4   | T16  | T24  | T60  |      | T51  | T25  |      | T28  | T65  | CUT  | T34  |      |      |      |      |

#### Starts auf der PGA Tour
| Jahr | Starts | 1. Platz | 2. Platz | 3. Platz | Top Ten | Top 25 | Cut erreicht | Preisgeld in $ |
| ---- | ------ | -------- | -------- | -------- | ------- | ------ | ------------ | -------------- |
| 1959 | 8      | –        | –        | –        | 2       | 4      | 7            | 2.009          |
| 1960 | 20     | –        | –        | –        | 1       | 4      | 13           | 2.534          |
| 1961 | 20     | –        | –        | –        | –       | 7      | 17           | 3.398          |
| 1962 | 14     | –        | –        | –        | 1       | 4      | 11           | 3.330          |
| 1963 | 34     | –        | –        | –        | 6       | 19     | 30           | 20.765         |
| 1964 | 22     | 1        | 1        | 1        | 5       | 15     | 22           | 20.234         |
| 1965 | 33     | –        | –        | –        | 9       | 13     | 26           | 28.183         |
| 1966 | 28     | –        | 2        | 2        | 5       | 13     | 25           | 44.168         |
| 1967 | 30     | 1        | 1        | 1        | 8       | 16     | 27           | 60.304         |
| 1968 | 32     | 1        | 1        | 1        | 13      | 21     | 31           | 95.589         |
| 1969 | 30     | 1        | 3        | –        | 6       | 15     | 27           | 71.829         |
| 1970 | 31     | 1        | 2        | 1        | 5       | 15     | 22           | 89.852         |
| 1971 | 29     | 1        | 1        | 2        | 9       | 13     | 23           | 109.696        |
| 1972 | 35     | 1        | –        | –        | 5       | 12     | 26           | 70.255         |
| 1973 | 35     | 1        | 2        | –        | 8       | 17     | 32           | 178.133        |
| 1974 | 33     | 1        | –        | 1        | 5       | 17     | 27           | 91.413         |
| 1975 | 32     | –        | –        | 2        | 8       | 15     | 25           | 81.994         |
| 1976 | 33     | –        | 2        | 1        | 8       | 13     | 26           | 106.675        |
| 1977 | 33     | 1        | 1        | 1        | 14      | 19     | 26           | 148.320        |
| 1978 | 32     | 1        | –        | 1        | 5       | 12     | 23           | 101.189        |
| 1979 | 29     | –        | 1        | –        | 2       | 6      | 16           | 67.838         |
| 1980 | 35     | –        | –        | 1        | 3       | 7      | 20           | 61.780         |
| 1981 | 28     | –        | –        | 1        | 2       | 5      | 12           | 49.325         |
| 1982 | 21     | –        | –        | –        | –       | –      | 9            | 9.020          |
| 1983 | 13     | –        | –        | –        | 1       | 2      | 5            | 19.608         |
| 1984 | 6      | –        | –        | –        | –       | –      | 2            | 2.260          |
| 1985 | 5      | –        | –        | –        | –       | –      | 2            | 1.876          |
| 1986 | 3      | –        | –        | –        | –       | –      | 1            | 1.445          |
| 1987 | 2      | –        | –        | –        | –       | –      | –            | –              |
| 1988 | 2      | –        | –        | –        | –       | –      | –            | –              |
| 1989 | 1      | –        | –        | –        | –       | –      | –            | –              |
| 1990 | 1      | –        | –        | –        | –       | –      | –            | –              |
| ∑    | 710    | 11       | 17       | 16       | 131     | 284    | 533          | 1.543.022      |

### Senior PGA Tour

#### Siege auf der Senior PGA Tour
| Nr. | Datum              | Turnier                                        | Sieg-Score            | Vorsprung                   | Zweitplatzierte                             |
| --- | ------------------ | ---------------------------------------------- | --------------------- | --------------------------- | ------------------------------------------- |
| 1   | 14. Juni 1981      | Peter Jackson Champions                        | −12 (67+68+69=204)    | Playoff                     | Gene Littler                                |
| 2   | 18. Oktober 1981   | Suntree Seniors Classic                        | −12 (68+71+65=204)    | 4 Schläge                   | Bob Goalby                                  |
| 3   | 6. Dezember 1981   | PGA Seniors’ Championship                      | −7 (68+72+68+73=281)  | 2 Schläge                   | Arnold Palmer                               |
| 4   | 11. Juli 1982      | US Senior Open                                 | −2 (72+74+71+65=282)  | 4 Schläge                   | Gene Littler, Dan Sikes                     |
| 5   | 17. Oktober 1982   | Suntree Classic (2)                            | −24 (66+66+66+66=264) | 5 Schläge                   | Don January                                 |
| 6   | 24. Oktober 1982   | Hilton Head Seniors International              | −6 (69+69=138)        | Titel geteilt mit Dan Sikes | Titel geteilt mit Dan Sikes                 |
| 7   | 12. Juni 1983      | Senior Tournament Players Championship         | −10 (71+69+70+68=278) | 1 Schlag                    | Gene Littler                                |
| 8   | 17. Juli 1983      | Merrill Lynch/Golf Digest Commemorative Pro-Am | −16 (65+66+69=200)    | 5 Schläge                   | Gay Brewer                                  |
| 9   | 2. Oktober 1983    | United Virginia Bank Seniors                   | -5 (68+71+72=211)     | 1 Schlag                    | Roberto DeVicenzo, Rod Funseth, Don January |
| 10  | 23. Oktober 1983   | Hilton Head Seniors International (2)          | -7 (72+69+71+69=281)  | 3 Schläge                   | Gay Brewer, Jim Ferree, Gene Littler        |
| 11  | 17. Juni 1984      | Roy Clark Senior Challenge                     | -1 (71+73+68=212)     | 1 Schlag                    | Don January, Peter Thomson                  |
| 12  | 1. Juli 1984       | US Senior Open (2)                             | +6 (74+71+70+71=286)  | 2 Schläge                   | Arnold Palmer                               |
| 13  | 8. Juli 1984       | Greater Syracuse Senior’s Pro Classic          | -10 (69+70+67=206)    | 3 Schläge                   | Rod Funseth                                 |
| 14  | 29. Juli 1984      | Denver Post Champions of Golf                  | −8 (68+70+70=208)     | 3 Schläge                   | Gay Brewer                                  |
| 15  | 10. Februar 1985   | Sunrise Senior Classic                         | −5 (76+66+69=211)     | 1 Schlag                    | Orville Moody                               |
| 16  | 30. Juni 1985      | US Senior Open (3)                             | −3 (71+72+71+71=285)  | 4 Schläge                   | Roberto DeVicenzo                           |
| 17  | 22. September 1985 | PaineWebber World Seniors Invitational         | −11 (72+67+67+71=277) | 2 Schläge                   | Gay Brewer                                  |
| 18  | 11. Januar 1986    | MONY Senior Tournament of Champions            | −6 (70+70+70+72=282)  | 5 Schläge                   | Arnold Palmer                               |
| 19  | 30. August 1987    | Showdown Classic                               | −6 (71+67+72=210)     | 1 Schlag                    | Bruce Crampton                              |
| 20  | 27. September 1987 | Newport Cup                                    | −14 (67+70+65=202)    | 2 Schläge                   | Bruce Crampton                              |
| 21  | 18. Juli 1988      | Showdown Classic (2)                           | −9 (70+67+70=207)     | 2 Schläge                   | Orville Moody, Dick Rhyan, Ben Smith        |
| 22  | 13. November 1988  | Fairfield Barnett Classic (3)                  | −19 (64+65+68=197)    | 5 Schläge                   | Homero Blancas                              |
| 23  | 8. Januar 1989     | MONY Senior Tournament of Champions (2)        | −8 (73+67+68+72=280)  | 1 Schlag                    | Dale Douglass                               |
| 24  | 5. März 1989       | Vintage Chrysler Invitational                  | −7 (70+70+72+69=281)  | 1 Schlag                    | Don Bies, Bob Charles, Larry Mowry          |

#### Starts bei Senior Major-Turnieren
| Turnier                      | 1981              | 1982              | 1983              | 1984              | 1984              | 1985              | 1986              | 1987                                           | 1988                                           | 1989                                           | 1990                                           | 1991                                           | 1992                                           | 1993                                           | 1994                                           | 1995                                           | 1996                                           | 1997                                           | 1998                                           | 1999                                           | 2000                                           | 2001                                           |
| ---------------------------- | ----------------- | ----------------- | ----------------- | ----------------- | ----------------- | ----------------- | ----------------- | ---------------------------------------------- | ---------------------------------------------- | ---------------------------------------------- | ---------------------------------------------- | ---------------------------------------------- | ---------------------------------------------- | ---------------------------------------------- | ---------------------------------------------- | ---------------------------------------------- | ---------------------------------------------- | ---------------------------------------------- | ---------------------------------------------- | ---------------------------------------------- | ---------------------------------------------- | ---------------------------------------------- |
| The Senior Open Championship | nicht ausgetragen | nicht ausgetragen | nicht ausgetragen | nicht ausgetragen | nicht ausgetragen | nicht ausgetragen | nicht ausgetragen | noch nicht Teil der Senior Major Championships | noch nicht Teil der Senior Major Championships | noch nicht Teil der Senior Major Championships | noch nicht Teil der Senior Major Championships | noch nicht Teil der Senior Major Championships | noch nicht Teil der Senior Major Championships | noch nicht Teil der Senior Major Championships | noch nicht Teil der Senior Major Championships | noch nicht Teil der Senior Major Championships | noch nicht Teil der Senior Major Championships | noch nicht Teil der Senior Major Championships | noch nicht Teil der Senior Major Championships | noch nicht Teil der Senior Major Championships | noch nicht Teil der Senior Major Championships | noch nicht Teil der Senior Major Championships |
| The Tradition                | nicht ausgetragen | nicht ausgetragen | nicht ausgetragen | nicht ausgetragen | nicht ausgetragen | nicht ausgetragen | nicht ausgetragen | nicht ausgetragen                              | nicht ausgetragen                              | T34                                            | T7                                             | T18                                            | T20                                            | T11                                            | T49                                            |                                                | 74                                             | T31                                            | T73                                            | 64                                             |                                                |                                                |
| Senior PGA Championship      | 1                 | T7                | n. a.             | 10                | T6                | n. a.             | 12                |                                                | T3                                             | T2                                             | 6                                              | T20                                            | CUT                                            | T37                                            | T56                                            | CUT                                            | CUT                                            | T59                                            | CUT                                            |                                                |                                                | CUT                                            |
| US Senior Open               | 6                 | 1                 | 3                 | 1                 | 1                 | 1                 | 7                 | 13                                             | CUT                                            | T37                                            | T8                                             | T24                                            | T20                                            | 6                                              | T57                                            | CUT                                            | T43                                            | CUT                                            |                                                |                                                | CUT                                            | 62                                             |
| Senior Players Championship  | n. a.             | n. a.             | 1                 | 3                 | 3                 | T2                | 23                | T8                                             | T3                                             | T4                                             | T26                                            | T13                                            | T39                                            | T56                                            | 74                                             | T62                                            | T44                                            | 67                                             | 76                                             |                                                |                                                |                                                |

#### Starts auf der Senior PGA Tour
| Jahr | Starts | 1. Platz | 2. Platz | 3. Platz | Top Ten | Top 25 | Cut erreicht | Preisgeld in $ |
| ---- | ------ | -------- | -------- | -------- | ------- | ------ | ------------ | -------------- |
| 1981 | 6      | 3        | –        | –        | 6       | 6      | 6            | 83.136         |
| 1982 | 10     | 3        | 1        | 1        | 9       | 9      | 10           | 106.890        |
| 1983 | 16     | 4        | 3        | 2        | 15      | 16     | 16           | 231.008        |
| 1984 | 22     | 4        | 3        | 3        | 20      | 22     | 22           | 299.099        |
| 1985 | 22     | 3        | 2        | 2        | 16      | 21     | 22           | 241.999        |
| 1986 | 27     | 1        | 2        | 1        | 15      | 27     | 27           | 204.837        |
| 1987 | 31     | 2        | 2        | 4        | 18      | 28     | 31           | 347.571        |
| 1988 | 30     | 2        | 2        | 4        | 16      | 23     | 29           | 329.833        |
| 1989 | 32     | 2        | 1        | 2        | 15      | 22     | 31           | 370.229        |
| 1990 | 33     | –        | –        | 1        | 9       | 19     | 33           | 274.184        |
| 1991 | 34     | –        | –        | 1        | 6       | 23     | 34           | 270.503        |
| 1992 | 33     | –        | –        | –        | 3       | 14     | 32           | 170.798        |
| 1993 | 35     | –        | –        | –        | 6       | 14     | 33           | 318.986        |
| 1994 | 33     | –        | –        | –        | –       | 6      | 33           | 126.327        |
| 1995 | 31     | –        | –        | –        | 1       | 5      | 28           | 130.358        |
| 1996 | 33     | –        | –        | –        | –       | 4      | 32           | 103.174        |
| 1997 | 33     | –        | –        | –        | –       | 1      | 32           | 173.113        |
| 1998 | 30     | –        | –        | –        | –       | –      | 29           | 79.594         |
| 1999 | 28     | –        | –        | –        | –       | 1      | 25           | 59.562         |
| 2000 | 27     | –        | –        | –        | –       | –      | 26           | 49.024         |
| 2001 | 25     | –        | –        | –        | –       | –      | 23           | 42.636         |
| 2002 | 11     | –        | –        | –        | –       | –      | 11           | 10.104         |
| 2003 | 11     | –        | –        | –        | –       | –      | 11           | 7.724          |
| 2004 | 10     | –        | –        | –        | –       | –      | 10           | 9.924          |
| ∑    | 603    | 24       | 16       | 23       | 155     | 261    | 586          | 4.040.613      |